# Zuid-Korea op de Olympische Winterspelen 2018
Zuid-Korea was het gastland van de Olympische Winterspelen 2018 in Pyeongchang.
Van de 146 Zuid-Koreaanse olympiërs die aan de Winterspelen deelnamen, kwamen er 123 uit onder eigen vlag. De 23 Zuid-Koreaanse ijshockeyvrouwen namen in een gecombineerd team met twaalf vrouwen uit Noord-Korea deel als "Korea" met als NOC-code COR, en onder neutrale vlag (de contouren van een verenigd Korea in blauw op witte achtergrond). Ook bij de openingsceremonie werd deze vlag gebruikt, waar achter beide delegaties het stadion betraden. De Noord-Koreaanse ijshockeyster Hwang Chung-gum en de Zuid-Koreaanse bobsleeër Won Yun-jong hanteerden gezamenlijk de vlag.

## Medailleoverzicht
| Sport       | Olympiër                                                     | Onderdeel                | Medaille |
| ----------- | ------------------------------------------------------------ | ------------------------ | -------- |
| Schaatsen   | Lee Seung-hoon                                               | massastart (m)           | Goud     |
| Shorttrack  | Lim Hyo-jun                                                  | 1500 m (m)               | Goud     |
| Shorttrack  | Choi Min-jeong                                               | 1500 m (v)               | Goud     |
| Shorttrack  | Choi Min-jeong Kim A-lang Kim Ye-jin Lee Yu-bin Shim Suk-hee | relay (v)                | Goud     |
| Skeleton    | Yun Sung-bin                                                 | mannen                   | Goud     |
| Bobsleeën   | Won Yun-jong Jun Jung-lin Seo Young-woo Kim Dong-hyun        | viermansbob (m)          | Zilver   |
| Curling     | landenteam                                                   | vrouwen                  | Zilver   |
| Schaatsen   | Cha Min-kyu                                                  | 500 m (m)                | Zilver   |
| Schaatsen   | Chung Jae-won Kim Min-seok Lee Seung-hoon                    | ploegenachtervolging (m) | Zilver   |
| Schaatsen   | Lee Sang-hwa                                                 | 500 m (v)                | Zilver   |
| Schaatsen   | Kim Bo-reum                                                  | massastart (v)           | Zilver   |
| Shorttrack  | Hwang Dae-heon                                               | 500 m (m)                | Zilver   |
| Snowboarden | Lee Sang-ho                                                  | parallelreuzenslalom (m) | Zilver   |
| Schaatsen   | Kim Tae-yun                                                  | 1000 m (m)               | Brons    |
| Schaatsen   | Kim Min-seok                                                 | 1500 m (m)               | Brons    |
| Shorttrack  | Lim Hyo-jun                                                  | 500 m (m)                | Brons    |
| Shorttrack  | Seo Yi-ra                                                    | 1000 m (m)               | Brons    |

## Deelnemers en resultaten
(m) = mannen, (v) = vrouwen 

### Alpineskiën
| Olympiër                                              | Onderdeel        | Resultaat | Prestatie                                                            |
| ----------------------------------------------------- | ---------------- | --------- | -------------------------------------------------------------------- |
| Jung Dong-hyun                                        | reuzenslalom (m) | DNF       | 1e run: niet gefinisht                                               |
| Jung Dong-hyun                                        | slalom (m)       | 27e       | 1e run: 51,79 (32e) 2e run: 53,28 (28e) totaal: 1.45,07 (+ 6,08)     |
| Kim Dong-woo                                          | combinatie (m)   | 33e       | afdaling: 1.24,02 (56e) slalom: 53,02 (31e) totaal: 2.17,04 (+10,52) |
| Kim Dong-woo                                          | afdaling (m)     | 48e       | 1.47,99 (+7,74)                                                      |
| Kim Dong-woo                                          | reuzenslalom (m) | 39e       | 1e run: 1.14,49 (43e) 2e run: 1.15,56 (41e) totaal: 2.30,05 (+12,01) |
| Kim Dong-woo                                          | slalom (m)       | DNF       | 1e run: niet gefinisht                                               |
| Kim Dong-woo                                          | super g (m)      | 44e       | 1.31,64 (+7,20)                                                      |
|                                                       |                  |           |                                                                      |
| Gim So-hui                                            | reuzenslalom (v) | 45e       | 1e run: 1.19,13 (48e) 2e run: 1.16,24 (45e) totaal: 2.35,37 (+15,35) |
| Gim So-hui                                            | slalom (v)       | DNF       | 1e run: niet gefinisht                                               |
| Kang Young-seo                                        | reuzenslalom (v) | 47e       | 1e run: 1.19,67 (50e) 2e run: 1.17,39 (48e) totaal: 2.37,06 (+17,04) |
| Kang Young-seo                                        | slalom (v)       | DNF       | 1e run: niet gefinisht                                               |
|                                                       |                  |           |                                                                      |
| Gim So-hui Kang Young-seo Jung Dong-hyun Kim Dong-woo | landenwedstrijd  | 1/8F      | 1/8F: verloren van Oostenrijk                                        |

### Biatlon
| Olympiër                                                 | Onderdeel         | Resultaat | Prestatie |
| -------------------------------------------------------- | ----------------- | --------- | --- |
| Timofei Lapsjin                                          | individueel (m)   | 20e       | 50.28,6 (+2.24,8) pen.: 1 (0 + 1 + 0 + 0)                                                                       |
| Timofei Lapsjin                                          | sprint (m)        | 16e       | 24.22,6 (+43,8) pen.: 1 (0 + 1)                                                                                 |
| Timofei Lapsjin                                          | achtervolging (m) | 22e       | 35.50,7 (+2.59,0) pen.: 4 (1 + 0 + 2 + 1)                                                                       |
| Timofei Lapsjin                                          | massastart (m)    | 25e       | 38.07,4 (+2.20,1) pen.: 1 (0 + 1 + 0 + 0)                                                                       |
|                                                          |                   |           | |
| Ekaterina Avvakoemova                                    | individueel (v)   | 16e       | 44.25,3 (+3.18,1) pen.: 1 (0 + 0 + 1 + 0)                                                                       |
| Ekaterina Avvakoemova                                    | sprint (v)        | 87e       | 26.24,9 (+5.18,7) pen.: 6 (3 + 3)                                                                               |
| Anna Frolina                                             | individueel (v)   | 61e       | 47.50,4 (+6.43,2) pen.: 5 (1 + 0 + 1 + 3)                                                                       |
| Anna Frolina                                             | sprint (v)        | 32e       | 22.56,9 (+1.50,7) pen.: 3 (2 + 1)                                                                               |
| Anna Frolina                                             | achtervolging (v) | 50e       | 36.14,2 (+5.38,9) pen.: 8 (1 + 2 + 2 + 3)                                                                       |
| Ko Eun-jung                                              | sprint (v)        | 78e       | 25.12,1 (+4.05,9) pen.: 2 (1 + 1)                                                                               |
| Jung Ju-mi                                               | individueel (v)   | 86e       | 53.32,8 (+12.25,6) pen.: 6 (2 + 2 + 0 + 2)                                                                      |
| Mun Ji-hee                                               | individueel (v)   | 78e       | 50.21,5 (+9.14,3) pen.: 7 (0 + 3 + 2 + 2)                                                                       |
| Mun Ji-hee                                               | sprint (v)        | 82e       | 25.26,6 (+4.20,4) pen.: 6 (2 + 4)                                                                               |
| Anna Frolina Ekaterina Avvakumova Mun Ji-hee Ko Eun-jung | estafette (v)     | 18e       | 20.32,3 / 0+2 4+3 18.33,9 / 0+1 0+2 19.24,5 / 0+1 1+3 21.49,9 / 0+1 1+3 totaal: 1:20.20,6 / 0+5 6+11 (+ 8.17,2) |

### Bobsleeën
| Olympiër                                              | Onderdeel       | Resultaat | Prestatie                               |
| ----------------------------------------------------- | --------------- | --------- | --------------------------------------- |
| Won Yun-jong Seo Young-woo                            | tweemansbob (m) | 6e        | 3.17,40 (49,50 / 49,39 / 49,15 / 49,36) |
| Won Yun-jong Jun Jung-lin Seo Young-woo Kim Dong-hyun | viermansbob (m) | Zilver    | 3.18,38 (48,65 / 49,19 / 48,89 / 49,65) |
|                                                       |                 |           |                                         |
| Kim Yoo-ran Kim Min-seong                             | tweemansbob (v) | 14e       | 3.25,31 (51,24 / 51,20 / 51,32 / 51,55) |

### Curling
| Olympiër                                                          | Onderdeel     | Resultaat | Prestatie |
| ----------------------------------------------------------------- | ------------- | --------- | --- |
| Kim Chang-min Kim Min-chan Lee Ki-bok Oh Eun-su Seong Se-hyeon    | mannen        | 7e        | groepsfase 7 - 11 Verenigde Staten 2 - 7 Zweden 5 - 7 Noorwegen 6 - 7 Canada 11 - 5 Groot-Brittannië 8 - 9 Denemarken 8 - 6 Italië 8 - 7 Zwitserland 10 - 4 Japan                                                                   |
| Kim Cho-hi Kim Eun-jung Kim Kyeong-ae Kim Seon-yeong Kim Yeong-mi | vrouwen       | Zilver    | groepsfase 8 - 6 Canada 5 - 7 Japan 7 - 5 Zwitserland 7 - 4 Groot-Brittannië 12 - 5 China 7 - 6 Zweden 9 - 6 Verenigde Staten 11 - 2 Olympische atleten uit Rusland 9 - 3 Denemarken halve finale: 8 - 7 Japan finale: 3 - 8 Zweden |
| Jang Hye-ji Lee Ki-jeong                                          | gemengddubbel | 5e        | groepsfase 9 - 4 Finland 7 - 8 China 3 - 8 Noorwegen 9 - 1 Verenigde Staten 5 - 6 Olympische atleten uit Rusland 4 - 6 Zwitserland 3 - 7 Canada                                                                                     |

### Freestyleskiën
| Olympiër       | Onderdeel      | Resultaat    | Prestatie |
| -------------- | -------------- | ------------ | --- |
| Lee Kang-bok   | halfpipe (m)   | kwalificatie | kwalificatie: 5.80 - 13.00 pnt                                                                                            |
| Choi Jae-woo   | moguls (m)     | 12e          | kwalificatie 1: 72.95 pnt (20e) kwalificatie 2: 72.95 - 81.23 pnt (1e) finale 1: 78.26 pnt (10e) finale 2: niet gefinisht |
| Kim Ji-hyon    | moguls (m)     | kwalificatie | kwalificatie 1: 69.85 pnt (24e) kwalificatie 2: 69.85 - 68.17 pnt (17e)                                                   |
| Seo Myung-joon | moguls (m)     | kwalificatie | kwalificatie 1: 68.45 pnt (26e) kwalificatie 2: 68.45 - 69.51 pnt (18e)                                                   |
|                |                |              | |
| Kim Kyoun-geun | aerials (v)    | kwalificatie | kwalificatie 1: 35.67 pnt (25e) kwalificatie 2: 35.67 - 44.20 (19e)                                                       |
| Jang Yu-jin    | halpfpipe (v)  | kwalificatie | kwalificatie: 64.00 - 60.00 pnt (18e)                                                                                     |
| Seo Jung-hwa   | moguls (v)     | 14e          | kwalificatie 1: 16.57 pnt (30e) kwalificatie 2: 16.57 - 71.58 pnt (6e) finale 1: 72.31 pnt (14e)                          |
| Seo Jee-won    | moguls (v)     | kwalificatie | kwalificatie 1: 68.46 pnt (19e) kwalificatie 2: 68.46 - 64.61 pnt (14e)                                                   |
| Lee Mee-hyun   | slopestyle (v) | kwalificatie | kwalificatie: 46.80 - 72.80 pnt (13e)                                                                                     |

### Kunstrijden
| Olympiër                                                                               | Onderdeel | Resultaat | Prestatie |
| -------------------------------------------------------------------------------------- | --------- | --------- | --- |
| Cha Jun-hwan                                                                           | mannen    | 15e       | 248.59 (korte kür: 83.43, vrije kür: 165.16) |
|                                                                                        |           |           | |
| Choi Da-bin                                                                            | vrouwen   | 7e        | 199.26 (korte kür: 67.77, vrije kür: 131.49) |
| Kim Ha-nul                                                                             | vrouwen   | 13e       | 175.71 (korte kür: 54.33, vrije kür: 121.38) |
|                                                                                        |           |           | |
| Kim Kyu-eun Alex Kang-chan Kam                                                         | paren     | 22e       | 42.93 (korte kür: 42.93) |
|                                                                                        |           |           | |
| Yura Min Alexander Gamelin                                                             | ijsdansen | 18e       | 147.74 (korte kür: 61.22, vrije kür: 86.52) |
|                                                                                        |           |           | |
| Cha Jun-hwan Choi Da-bin Kim Kyu-eun / Alex Kang-chan Kam Yura Min / Alexander Gamelin | team      | 9e        | mannen, korte kür: 5 pnt (77,70 pnt) vouwen, korte kür: 5 pnt (65,73 pnt) paren, korte kür: 1 pnt (52,10 pnt) ijsdansen, korte kür: 2 pnt (51,97) totaal: 13 pnt |

### Langlaufen
| Olympiër               | Onderdeel             | Resultaat | Prestatie                                |
| ---------------------- | --------------------- | --------- | ---------------------------------------- |
| Kim Eun-ho             | 15 km vrije stijl (m) | 85e       | 39.07,9 (+5.24,0)                        |
| Kim Eun-ho             | 30 km skiatlon (m)    | 65e       | LAP (ronde achterstand)                  |
| Kim Eun-ho             | 50 km klassiek (m)    | LAP       | gelapt                                   |
| Magnus Kim             | sprint (m)            | 49e       | kwalificatie: 3.22,36 (+13,82)           |
| Magnus Kim             | 15 km vrije stijl (m) | 45e       | 36.39,0 (+2.55,1)                        |
| Magnus Kim             | 50 km klassiek (m)    | 47e       | 2:24.14,0 (+ 15.51,9)                    |
| Kim Eun-ho Magnus Kim  | teamsprint (m)        | HF        | halve finale 1: 17.56,71 (+1.57,87); 13e |
|                        |                       |           |                                          |
| Ju Hye-ri              | sprint (v)            | 67e       | kwalificatie: 4.11,92 (+1.03,18)         |
| Ju Hye-ri              | 10 km vrije stijl (v) | 79e       | 31.27,1 (+6.26,6)                        |
| Lee Chae-won           | 10 km vrije stijl (v) | 51e       | 28.37,5 (+3.37,0)                        |
| Lee Chae-won           | 15 km skiatlon (v)    | 57e       | 46.44,5 (+5.59,6)                        |
| Ju Hye-ri Lee Chae-won | teamsprint (v)        | HF        | halve finale 1: 19.19,7 (+2.45,89); 11e  |

### Noordse combinatie
| Olympiër   | Onderdeel                | Resultaat | Prestatie                                                                                           |
| ---------- | ------------------------ | --------- | --------------------------------------------------------------------------------------------------- |
| Park Je-un | gundersen normale schans | 46e       | schansspringen: 73.3 pnt (86,0 m); 42e -(+3,49) langlaufen: 27.07,5 (47e) totaal: 30.56,5 (+6.05,1) |
| Park Je-un | gundersen grote schans   | 47e       | schansspringen: 60.4 pnt (104,5 m); 48e (+5,14) langlaufen: 26.14,8 (45e) totaal: 31.28,8 (+7.56,3) |

### Rodelen
| Olympiër                             | Onderdeel | Resultaat | Prestatie                                                                  |
| ------------------------------------ | --------- | --------- | -------------------------------------------------------------------------- |
| Lim Nam-kyu                          | mannen    | 30e       | 2.26,672 (49,461 (28e) / 48,591 (28e) / 48,620 29e) / niet gekwalificeerd) |
|                                      |           |           |                                                                            |
| Park Jin-yong Cho Jung-myung         | dubbels   | 9e        | 1.32,672 (46,396 (10e) / 46,276 (8e))                                      |
|                                      |           |           |                                                                            |
| Aileen Frisch                        | vrouwen   | 8e        | 3.06,400 (46,350 (5e) / 46,456 (9e) / 46,751 (13e) / 46,843 (11e))         |
| Sung Eun-ryung                       | vrouwen   | 18e       | 3.08,250 (46,918 (18e) / 46,851 (20e) / 47,205 (18e) / 47,276 (18e))       |
|                                      |           |           |                                                                            |
| Aileen Frisch Lim Nam-kyu Park / Cho | estafette | 9e        | 47,211 (6e) 49,854 (13e) 49,478 (8e) totaal: 2.26,543                      |

### Schaatsen
| Olympiër                                  | Onderdeel                | Resultaat    | Prestatie |
| ----------------------------------------- | ------------------------ | ------------ | --- |
| Cha Min-kyu                               | 500 m (m)                | Zilver       | 34,42 (+0,01) |
| Cha Min-kyu                               | 1000 m (m)               | 12e          | 1.09,27 (+1,32)                                                                                                  |
| Chung Jae-won                             | massastart (m)           | 8e           | HF-2: 5 pnt; 6e (8.17,02) finale: 1 pnt; 8e (8.32,71)                                                            |
| Chung Jae-woong                           | 1000 m (m)               | 13e          | 1.09,43 (+1,48)                                                                                                  |
| Joo Hyong-jun                             | 1500 m (m)               | 17e          | 1.46,65 (+2,64)                                                                                                  |
| Kim Jun-ho                                | 500 m (m)                | 12e          | 35,01 (+0,60) |
| Kim Min-seok                              | 1500 m (m)               | Brons        | 1.44,93 (+0,92)                                                                                                  |
| Kim Tae-yun                               | 1000 m (m)               | Brons        | 1.08,22 (+0,27)                                                                                                  |
| Lee Seung-hoon                            | 5000 m (m)               | 5e           | 6.14,15 (+4,39)                                                                                                  |
| Lee Seung-hoon                            | 10.000 m (m)             | 4e           | 12.55,54 (+15,77)                                                                                                |
| Lee Seung-hoon                            | massastart (m)           | Goud         | HF-1: 5 pnt; 6e (8.45,37) finale: 60 pnt; 1e                                                                     |
| Mo Tae-bum                                | 500 m (m)                | 16e          | 35,154 (+0,74)                                                                                                   |
| Chung Jae-won Kim Min-seok Lee Seung-hoon | ploegenachtervolging (m) | Zilver       | KF: 3.39,29 (1e) HF-1: wonnen van Nieuw-Zeeland 3.38,82 (-0,71) A-finale: verloren van Noorwegen 3.38,52 (+1,20) |
|                                           |                          |              | |
| Kim Bo-reum                               | 3000 m (v)               | 18e          | 4.12,79 (+13,58)                                                                                                 |
| Kim Bo-reum                               | massastart (v)           | Zilver       | HF-1: 4 pnt; 6e finale: 40 pnt; 2e                                                                               |
| Kim Hyun-yung                             | 500 m (v)                | 12e          | 38,251 (+1,31)                                                                                                   |
| Kim Hyun-yung                             | 1000 m (v)               | 18e          | 1.16,366 (+2,80)                                                                                                 |
| Kim Min-sun                               | 500 m (v)                | 16e          | 38,534 (+1,59)                                                                                                   |
| Lee Sang-hwa                              | 500 m (v)                | Zilver       | 37,33 (+0,39) |
| Noh Seon-Yeong                            | 1500 m (v)               | 14e          | 1.58,75 (+4,40)                                                                                                  |
| Park Ji-woo                               | massastart (v)           | halve finale | HF-2: 1 pnt; 9e (8.33,43)                                                                                        |
| Park Seung-hi                             | 1000 m (v)               | 16e          | 1.16,11 (+2,55)                                                                                                  |
| Kim Bo-reum Noh Seon-yeong Park Ji-woo    | ploegenachtervolging (v) | 8e           | KF: 3.03,76 (7e) D-finale: verloren van Polen 3.07,30 (+4,19)                                                    |

### Schansspringen
| Olympiër                                          | Onderdeel           | Resultaat | Prestatie                                                                                |
| ------------------------------------------------- | ------------------- | --------- | ---------------------------------------------------------------------------------------- |
| Choi Se-ou                                        | normale schans (m)  | 41e       | kwalificatie: 94.7 pnt (89,0 m); 39e finale: 83.9 pnt (93,5 m)                           |
| Choi Se-ou                                        | grote schans (m)    | 45e       | kwalificatie: 73.5 pnt (114,5 m); 46e finale: 93.3 pnt (114,0 m)                         |
| Kim Hyun-ki                                       | normale schans (m)  | 52e       | kwalificatie: 83.1 pnt (84,0 m)                                                          |
| Kim Hyun-ki                                       | grote schans (m)    | 55e       | kwalificatie: 46.4 pnt (101,5 m)                                                         |
| Kim Hyun-ki Park Je-un Choi Heung-chul Choi Se-ou | landenwedstrijd (m) | 12e       | 68.8 pnt (102,5 m) 29.4 pnt (81,5 m) 83.3 pnt (110,5 m) 93.0 pnt (115,0 m) totaal: 274.5 |
|                                                   |                     |           |                                                                                          |
| Park Guy-lim                                      | normale schans (v)  | 35e       | 14.2 pnt (56,0 m)                                                                        |

### Shorttrack
| Olympiër                                                       | Onderdeel  | Resultaat | Prestatie                                                                                   |
| -------------------------------------------------------------- | ---------- | --------- | ------------------------------------------------------------------------------------------- |
| Hwang Dae-heon                                                 | 500 m (m)  | Zilver    | serie 7: 1e (40,758) KF-2: 2e (40,861) HF-2: 1e (40,108) A-finale: 2e (39,854)              |
| Hwang Dae-heon                                                 | 1000 m (m) | Brons     | serie 7: 1e (1.24,457) KF-1: penalty                                                        |
| Hwang Dae-heon                                                 | 1500 m (m) | 14e       | serie 3: 1e (2.15,561) HF-3: 2e (2.11,469) A-finale: niet gefinisht                         |
| Lim Hyo-jun                                                    | 500 m (m)  | Brons     | serie 4: 1e (40,418) KF-4: 1e (40,400) HF-2: 2e (40,132) A-finale: 3e (39,919)              |
| Lim Hyo-jun                                                    | 1000 m (m) | 4e        | serie 2: 1e (1.23,971) KF-1: 2e (1.24,095) HF-1: 1e (1.26,463) A-finale: 4e (1.33,312)      |
| Lim Hyo-jun                                                    | 1500 m (m) | Goud      | serie 4: 1e (2.13,891) HF-3: 1e (2.11,389) A-finale: 1e (2.10,485)                          |
| Seo Yi-ra                                                      | 500 m (m)  | KF        | serie 3: 1e (40,438) KF-3: 4e (1.17,779) HF-2: 2e (40,132) A-finale: 3e (39,919)            |
| Seo Yi-ra                                                      | 1000 m (m) | Brons     | serie 6: 2e (1.24,734) KF-1: 1e (1.24,053) HF-2: 2e (1.24,252) A-finale: 3e (1.31,619)      |
| Seo Yi-ra                                                      | 1500 m (m) | 9e        | serie 5: 1e (2.18,750) HF1: 3e (2.11,126) B-finale: 2e (2.26,346)                           |
| Hwang Dae-heon Kim Do-kyoum Kwak Yoon-gy Lim Hyo-jun Seo Yi-ra | relay (m)  | 4e        | HF-2: 1e (6.34,510) A-finale: 4e (6.42,118)                                                 |
|                                                                |            |           |                                                                                             |
| Choi Min-jeong                                                 | 500 m (v)  | 6e        | serie 8: 1e (42,870, OR) KF-4: 2e (42,996) HF-1: 1e (42,422, OR) A-finale: penalty          |
| Choi Min-jeong                                                 | 1000 m (v) | 4e        | serie 2: 1e (1.31,190) KF-3: 1e (1.30,940) HF-2: 3e (1.31,131), ADV A-finale: 4e (1.42,434) |
| Choi Min-jeong                                                 | 1500 m (v) | Goud      | serie 6: 1e (2.24,595) HF-3: 1e (2.22,295) A-finale: 1e (2.24,948)                          |
| Kim A-lang                                                     | 500 m (v)  | series    | serie 5: 3e (43,724)                                                                        |
| Kim A-lang                                                     | 1000 m (v) | 5e        | serie 7: 1e (1.30,459) KF-1: 2e (1.30,137) HF-1: 3e (1.29,212) B-finale: niet verreden      |
| Kim A-lang                                                     | 1500 m (v) | 4e        | serie 4: 1e (2.20,891) HF-1: 1e (2.22,691) A-finale: 4e (2.25,941)                          |
| Shim Suk-hee                                                   | 500 m (v)  | series    | serie 4: 3e (43,048)                                                                        |
| Shim Suk-hee                                                   | 1000 m (v) | 6e        | serie 1: 1e (1.34,940) KF-4: 1e (1.29,159) HF-2: 2e (1.30,974) A-finale: penalty            |
| Shim Suk-hee                                                   | 1500 m (v) | series    | serie 1: 5e (2.39,984)                                                                      |
| Choi Min-jeong Kim A-lang Kim Ye-jin Lee Yu-bin Shim Suk-hee   | relay (v)  | Goud      | HF-1: 1e (4.06,387) A-finale: 1e (4.07,361)                                                 |

### Skeleton
| Olympiër     | Onderdeel | Resultaat | Prestatie                               |
| ------------ | --------- | --------- | --------------------------------------- |
| Kim Ji-soo   | mannen    | 6e        | 3.22,98 (50,80 / 50,86 / 50,51 / 50,81) |
| Yun Sung-bin | mannen    | Goud      | 3.20,55 (50,28 / 50,07 / 50,18 / 50,02) |
|              |           |           |                                         |
| Jeong Sophia | vrouwen   | 15e       | 3.29,89 (52,47 / 52,67 / 52,47 / 52,28) |

### Snowboarden
| Olympiër      | Onderdeel                | Resultaat    | Prestatie |
| ------------- | ------------------------ | ------------ | --- |
| Lee Min-sik   | big air (m)              | kwalificatie | kwalificatie: 68.75 - 72.25 pnt |
| Lee Min-sik   | slopestyle (m)           | kwalificatie | kwalificatie, serie 1: niet gestart |
| Lee Kwang-ki  | halfpipe (m)             | kwalificatie | kwalificatie: 75.00 - 72.00 pnt (14e) |
| Kim Ho-jun    | halfpipe (m)             | kwalificatie | kwalificatie: run 1: 54.50 - 10.25 pnt (24e) |
| Kweon Lee-jun | halfpipe (m)             | kwalificatie | kwalificatie: 58.50 - '62.75 pnt (21e) |
| Choi Bo-gun   | parallelreuzenslalom (m) | kwalificatie | kwalificatie: 1.26,78 (43,52 + 43,26); 26e |
| Kim Sang-kyum | parallelreuzenslalom (m) | 1/8F         | kwalificatie: 1.25,88 (42,84 + 43,04); 15e 1/8F: verloor van SLO Žan Košir                                                                                                |
| Lee Sang-ho   | parallelreuzenslalom (m) | Zilver       | kwalificatie: 1.25,06 (42,16 + 42,90); 3e 1/8F: won van OAR Dmitri Sarsembajev KF: won van AUT Benjamin Karl HF: won van SLO Žan Košir F: verloor van SUI Nevin Galmarini |
|               |                          |              | |
| Kwon Su-noo   | halfpipe (v)             | kwalificatie | walificatie: 19.25 - 35.00 pnt (20e) |
| Jeong Hae-rim | parallelreuzenslalom (v) | kwalificatie | kwalificatie: 1.34,11 (46,3 + 47,18); 20e |
| Shin Da-hae   | parallelreuzenslalom (v) | kwalificatie | kwalificatie: 1.36,04 (49,13 + 46,91); 25e |

### IJshockey
Voor het vrouwentoernooi werd het Zuid-Koreaanse team aangevuld met twaalf vrouwen uit Noord-Korea (zie aldaar voor de betreffende deelneemsters), waarvan per wedstrijd ten minste drie deelneemster werden opgesteld. Officieel namen ze deel onder de naam Korea, met als NOC-code COR, en onder neutrale vlag (de contouren van een verenigd Korea in blauw op witte achtergrond). 
| Olympiër | Onderdeel | Resultaat | Prestatie |
| --- | --------- | --------- | --- |
| Ahn Jin-hui Cho Hyung-gon Cho Min-ho Matt Dalton Jeon Jung-woo Kim Ki-sung Kim Sang-wook Kim Won-jun Kim Won-jung Lee Don-ku Lee Young-jun Oh Hyon-ho Park Kye-hoon Park Jin-kyu Park Sung-je Park Woo-sang Alex Plante Brock Radunske Eric Regan Seo Yeong-jun Shin Sang-hoon Shin Sang-woo Michael Swift Mike Testwuide Bryan William Young | mannen    | 12e       | groep A 1 - 2 Tsjechië 0 - 8 Zwitserland 0 - 4 Canada play-off: 2 - 5 Finland                                                        |
| |           |           | |
| Choi Ji-yeon Cho Mi-hwan Choi Yu-jung Eom Su-yeon Randi Griffin Han Do-hee Han Soo-jin Danelle Im Jo Su-sie Jung Si-yun Kim Hee-won Kim Se-lin Genny Knowles Ko Hae-in Lee Eun-ji Lee Jin-gyu Lee Yeon-jeong Caroline Park Park Chae-lin Park Jong-ah Park Ye-eun Park Yoon-jung Shin So-jung                                                 | vrouwen   | 8e        | groep B: 0 - 8 Zwitserland 0 - 8 Zweden 1 - 4 Japan plaatsingwedstrijden 5-8: 0 - 2 Zwitserland plaatsingwedstrijd 7-8: 1 - 6 Zweden |